# Trepadella borda
La trepadella borda (Onobrychis supina), és una trepadella silvestre, que és espontània a l'est de la península Ibèrica i la costa del Mediterrani francès.

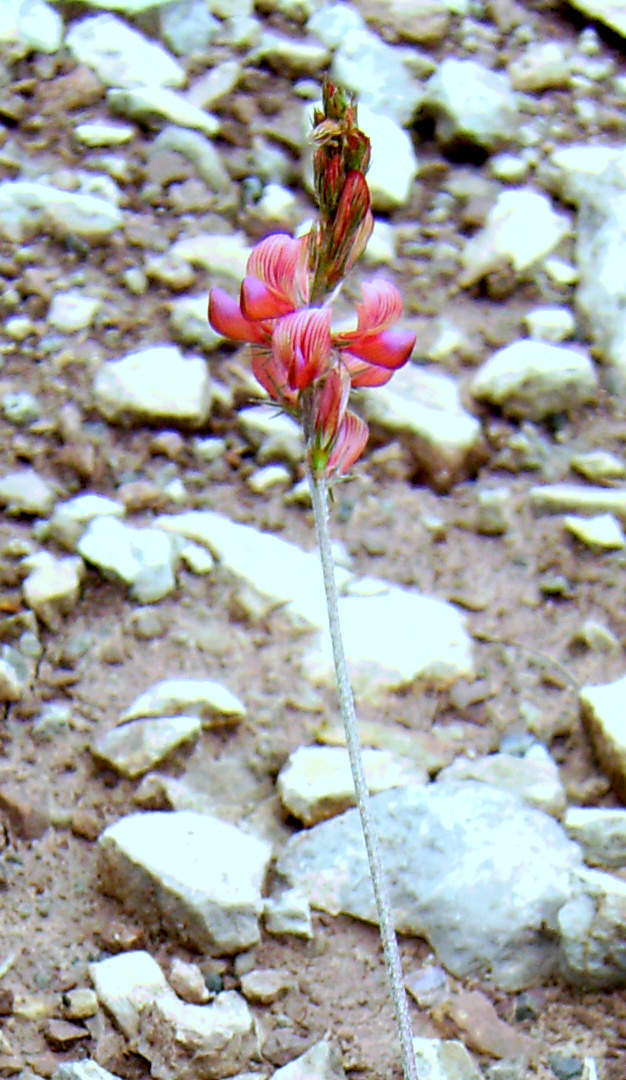
Detall de les flors

Es diferencia d'altres trepadelles per tenir la carena de la flor 1/3-1/4 més curta que l'estendard. És una planta de diverses tiges, ascendent, esparsament pubescent, de 10 a 50 cm d'alt. Els raïms florífers són densos, sobre peduncles 2-3 vegades tan llargs com les fulles. La corol·la és rosa de 7-12 mm;fruit de 4-5 mm amb agullons curts. Floreix d'abril a juliol. Viu des del nivell del mar fins als 2.100 metres d'altitud al País Valencià i Catalunya, manca a les illes Balears.
El seu hàbitat són les pastures seques. Muntanya mediterrània i submediterrània ascendint fins a l'estatge subalpí.